# Condado de Clinton (Indiana)
El condado de Clinton (en inglés: Clinton County), fundado en 1825, es uno de 92 condados del estado estadounidense de Indiana. En el año 2000, el condado tenía una población de 33 866 habitantes y una densidad poblacional de 32 personas por km². La sede del condado es Frankfort. El condado recibe su nombre en honor a DeWitt Clinton. 

## Geografía
Según la Oficina del Censo, el condado tiene un área total de 1049 km², de la cual 1049 km² es tierra y 0 km² (0.0%) es agua.

### Condados adyacentes
- Condado de Carroll (norte)
- Condado de Howard (noreste)
- Condado de Tipton (este)
- Condado de Hamilton(sureste)
- Condado de Boone sur)
- Condado de Montgomery (suroeste)
- Condado de Tippecanoe (oeste)

## Demografía
Según la Oficina del Censo en 2000, los ingresos medios por hogar en el condado eran de $45 759, y los ingresos medios por familia eran $53 864. Los hombres tenían unos ingresos medios de $36 385 frente a los $24 378 para las mujeres. La renta per cápita para el condado era de $17 862. Alrededor del 8.60% de la población estaban por debajo del umbral de pobreza.

## Transporte

### Autopistas principales
- Interestatal 65
- U.S. Route 52
- U.S. Route 421
- Carretera Estatal de Indiana 28
- Carretera Estatal de Indiana 29
- Carretera Estatal de Indiana 38
- Carretera Estatal de Indiana 39
- Carretera Estatal de Indiana 75
- Carretera Estatal de Indiana 26

## Municipalidades

### Ciudades y pueblos
| - Colfax - Frankfort - Kirklin | - Michigantown - Mulberry - Rossville |

### Áreas no incorporadas
| - Antioch - Avery - Beard - Boyleston - Cambria - Cyclone - Edna Mills | - Fickle - Forest - Geetingsville - Hamilton - Hillisburg - Jefferson - Kilmore | - Manson - Middlefork - Moran - Pickard - Reagan - Scircleville - Sedalia |

Extintos
- Berlin
- Martinsville
- Prairieville

### Municipios
El condado de Clinton está dividido en 14 municipios:
| - Center - Forest - Jackson - Johnson - Kirklin | - Madison - Míchigan - Owen - Perry - Ross | - Sugar Creek - Union - Warren - Washington |